# SPDY
SPDY (prononcé « Speedy » pour rapide en anglais) est un protocole réseau — fonctionnant sur la couche application — créé pour transporter du contenu Web. SPDY est une proposition, conçue par Google, visant à augmenter les capacités du protocole HTTP sans toutefois remplacer ce dernier. L'IETF, responsable (entre autres) du développement de HTTP, l’a intégré dans HTTP/2 (publié en mai 2015). 
Le but premier de SPDY est de réduire la durée de téléchargement des pages Web en classant par ordre de priorité et en multiplexant le transfert de plusieurs fichiers (ceux composant une page web) de façon qu'une seule connexion soit requise.

## Support dans les navigateurs

### Mozilla Firefox
SPDY est supporté à partir de la version 11 de Firefox où il est cependant désactivé d'origine ; il est activé d'origine dans Firefox 13. SPDY 3.1 est pris en charge depuis Firefox 27. Firefox 28, le 18 mars 2014, supprime la prise en charge de SPDY 2. Par ailleurs un module d'extension, SPDY indicator, permet de savoir si les sites web visités utilisent ce protocole.

### Chrome/Chromium
Chrome et Chromium prennent en charge le protocole. Il existe également une extension, HTTP Indicator, pour savoir quels sites mettent en œuvre ce protocole.

### Opera
Opera prend en charge le protocole depuis la version 12.10 sous le nom de "Mode Turbo" ou "Mode tout-terrain" sous Opera Mini. Le module indiqué pour Chromium est aussi compatible avec Opera pour vérifier la mise en place de ce protocole sur les sites visités.

### Internet Explorer
Internet Explorer prend en charge le protocole à partir de la version 11.

### Safari
Safari prend en charge le protocole à partir de la version 8 .

## Critiques
En 2012, une étude indépendante montre que, dans la pratique, la durée de téléchargement d'une page au moyen du protocole SPDY est relativement égale à celle de HTTP ou de HTTPS à cause de facteurs extrinsèques. Toutefois, cette étude reste sujette à caution dans la mesure où les tests effectués côté SPDY ont contraint à l'utilisation de TLS (SPDY ne permettant pas une utilisation simple en direct) et n'ont pas tiré parti de la réduction des nombres de sessions simultanées utilisées (stratégie classique d'optimisation de bande passante dans HTTP).